# Out of this World (1954)
Out of this World is een Amerikaanse documentairefilm van Lowell Thomas en Lowell Thomas jr., naar het gelijknamige boek van beide. De film werd opgenomen in 1949 en uitgebracht in de VS op 4 mei 1954. Het is een film in kleur (cinecolor).

## Synopsis
De documentaire werd opgenomen met toestemming van de Tibetaanse autoriteiten, tijdens de dreigende jaren van de ophanden zijnde Invasie van Tibet in 1950-1 door het Chinese rode leger. Thomas en Thomas bezochten het Potala-paleis waar ze een zeldzaam interview mochten houden.
Het toont hoe Tibet toen was en feitelijk was gedurende vele eeuwen ervoor. De religie in Tibet was het belangrijkste en de film toont de mate waarin het volk de religie belijdt, in een eenvoudig leven onder de absolute macht van de Grote Lama.

## Rolverdeling
| Acteur            | Personage |
| ----------------- | --------- |
| Lowell Thomas     | verteller |
| Lowell Thomas jr. | verteller |